# Republik Kuwait

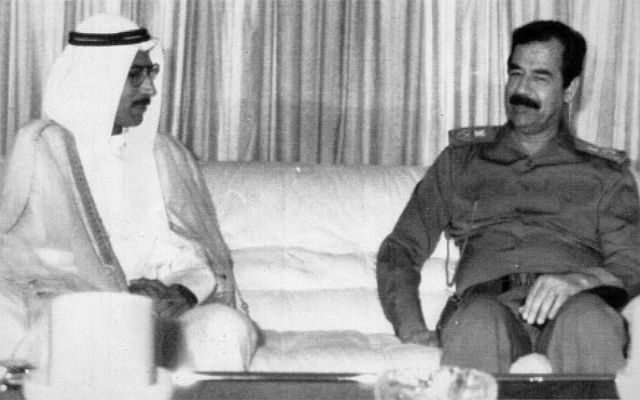
Alaa Hussein Ali (links) mit Saddam Hussein am 7. August 1990 in Bagdad

Die Republik Kuwait war ein Staat, der nur einige Tage im August 1990 existierte. Er löste das Emirat Kuwait ab. Während der Irak unter dem Diktator Saddam Hussein Kuwait innerhalb des 2. August 1990 eroberte, wurde ein innerkuwaitischer Staatsstreich durch irakische Truppen unterstützt. Nach irakischen Angaben wurden dabei „kuwaitische Revolutionäre“ unterstützt, die die Iraker ins Land gerufen haben sollen. Eine provisorische Regierung des freien Kuwaits wurde am 4. August durch die irakischen Autoritäten ins Leben gerufen. Die Regierung bestand aus neun kuwaitischen Offizieren und wurde von Alaa Hussein Ali angeführt, der als Premierminister zugleich Staatsoberhaupt war (Raʾīs al-Wuzarāʾ).
Der autokratisch regierende Emir Kuwaits, Dschabir III., war am 2. August ins saudische Exil geflohen und führte dort eine kuwaitische Exilregierung an.

## Geschichte
Die neue kuwaitische Regierung warf as-Sabah vor, er habe antidemokratisch, pro-imperialistisch und gegen den Volkswillen regiert. Außerdem sei er pro-zionistisch, hätte die nationalen Rohstoffe verschwendet und sich persönlich bereichert.
Ali erklärte die Gründung einer unabhängigen Volksarmee, die die irakische Besatzung ablösen solle. Nicht-kuwaitischen Arabern, die in Kuwait als Gastarbeiter tätig waren, wurde die kuwaitische Staatsbürgerschaft angeboten. (Zu diesem Zeitpunkt machten kuwaitische Staatsbürger nur etwa 40 Prozent der Einwohner Kuwaits aus, die Bevölkerungsmehrheit waren Gastarbeiter vor allem aus Palästina oder Jordanien.) Die Zeitung der neuen Regierung war die Zeitung an-Nida, die nach dem Tag des Rufs, dem 2. August 1990, benannt worden war. Dieser Titel sollte auf den Ruf nach der irakischen Hilfe anspielen, die das kuwaitische Volk gegenüber den Irakern geäußert haben soll, um die Monarchie Kuwaits loszuwerden.
Walid Saud Abdullah, der neue Außenminister der Republik Kuwait, sagte am 5. August: "countries that resort to punitive measures against the provisional free Kuwait government . . . should remember that they have interests and nationals in Kuwait . . . . If these countries insist on aggression against Kuwait and Iraq, the Kuwaiti government will then reconsider the method of dealing with these countries." ("Länder, die Strafmaßnahmen gegen die vorläufige freie kuwaitische Regierung erwägen ... sollten daran denken, dass sie Interessen und Staatsangehörige in Kuwait haben.... Wenn diese Länder auf Aggression gegen Kuwait und dem Irak bestehen wird die kuwaitische Regierung dann überdenken, wie sie mit diesen Ländern umgehen wird "). Saddams Halbbruder Sabawi Ibrahim al-Tikriti, der für den irakischen Geheimdienst arbeitete, wurde am 4. August nach Kuwait geschickt, um ähnliche Geheimdienststrukturen wie im Irak aufzubauen.
Der neuen Regierung gelang es nicht, innerhalb des kuwaitischen Volks eine breite Zustimmung für die neue Regierung zu finden. Offenbar fühlten sich die meisten Kuwaitis der Exilregierung verbunden. Der Irak behauptete zunächst, dass seine Präsenz in Kuwait beschränkt sei, bis „eine neue Ära der Freiheit, Demokratie, Gerechtigkeit und echten Wohlstandes in der Gesellschaft“ erreicht wäre. Der Irak versprach, Kuwait zu verlassen, sobald die provisorische Regierung und die interne Sicherheitslage gefestigt sei. Dies sollte nach wenigen Wochen der Fall sein. Trotz der internationalen Verurteilung der Invasion Kuwaits durch den Irak und fehlender internationaler Unterstützung für die neue Regierung wurde am 7. August die Republik Kuwait offiziell ausgerufen. Internationale Anerkennung folgte nicht. Einen Tag später erklärte der Irak die Annexion des neuen Staates. Dabei machte er historische Ansprüche geltend.
Der irakische revolutionäre Kommandorat veröffentlichte eine Erklärung: "Die freie provisorische kuwaitische Regierung hat beschlossen, an die irakischen Brüder zu appellieren sich dem Ritter der Araber, Präsident Feldmarschall Saddam Hussein, anzuschließen. Wir stimmen mit ihm überein, dass seine Söhne zu ihrer großen Familie zurückkehren, dass Kuwait zum großen Irak, der Mutter und Heimat, zurückkehrt und die komplette Fusion zwischen Kuwait und dem Irak erreicht. Hussein Ali wurde zum stellvertretenden Ministerpräsidenten des Iraks ernannt, während Ali Hasan al-Madschid zum Gouverneur Kuwaits ernannt wurde. Der türkischen Zeitung Milliyet sagte Hussein im September 1990, dass die internationale feindselige Reaktion die Entschlossenheit des irakischen Volkes bekräftigt habe.
Am 28. August wurde das offiziell unabhängige Territorium zur Provinz Kuwait innerhalb des irakischen Staatsgebietes umgewandelt. Kuwait wurde zur 19. Provinz des Iraks erklärt und vom Irak annektiert.  Nach dem Golfkrieg wurde dieser Status am 26. Februar 1991 für beendet erklärt und der alte Herrscher Kuwaits Emir as-Sabah wurde wieder Regierungschef des Emirates Kuwait.

## Nachgeschehen
Alaa floh nach dem Sieg der USA in den Irak und lebte dort bis 1998. Alaa wurde in Kuwait 1993 in Abwesenheit wegen Hochverrats zum Tode verurteilt. Alaa, der seit 1994 zu Distanz auf Saddam Hussein gegangen war, floh 1998 aus dem Irak ins norwegische Exil. Er kehrte aus unerfindlichen Gründen nach Kuwait zurück, wo er sofort verhaftet wurde. Er scheiterte mit seiner Berufung gegen die Todesstrafe, die im Mai 2000 bestätigt wurde. Es wurde die Hinrichtung angeordnet. Die Todesstrafe ist im März 2001 in eine lebenslange Freiheitsstrafe umgewandelt worden.
Alaa hatte argumentiert, von den Irakern mit dem Leben seiner Familie erpresst und zur Zusammenarbeit gezwungen worden zu sein. Die anderen acht kuwaitischen Offiziere in der Marionettenregierung hatten ihrerseits Alaa Hussein Ali vorgeworfen, sie auf diese Weise erpresst zu haben. Im Gegensatz zu Alaa wurden sie, die sich 1990 ebenfalls kampflos ergeben hatten, jedoch freigesprochen und rehabilitiert bzw. ordentlich pensioniert.
Da sie mit der irakischen Besatzung sympathisiert hatten, wurde der Großteil der palästinensischen Gastarbeiter 1991 aus Kuwait ausgewiesen und vertrieben.

## Kabinett
- Premierminister, Verteidigungsminister und kommissarischer Innenminister: Oberst Ala'a Hussein Ali al-Khafaji al-Jaber
- Außenminister: Lt. Col. Walid Sa'ud Muhammad Abdullah
- Minister für Öl und kommissarischer Finanzminister: Lt. Col. Fu'ad Hussein Ahmad
- Minister für Information and kommissarischer Transportminister: Major Fadil Haydar al-Wafiqi
- Minister für Gesundheit und Wohnungsbau: Major Mish'al Sa'd al-Hadab
- Minister für Soziales und kommissarischer Arbeitsminister: Lt. Col. Hussein Ali Duhayman al-Shammari
- Minister für Erziehung und kommissarischer Minister für höhere Bildung: Major Nasir Mansur al-Mandil
- Minister für Justiz und kommissarischer Minister für Awqaf und islamische Angelegenheiten: Major Isam Abd al-Majid Hussein
- Minister für Handel, Elektrizität und Planungen: Major Ya'qub Muhammad Shallal[23]